# 大森貴人
大森 貴人（おおもり たかひと、1971年1月14日 - ）は、日本の元俳優。京都府京都市出身。血液型はA型。

## 人物・略歴
松平健の付き人を約2年間していた。「大森貴人」から「大森匡太郎」に芸名を改名。
2016年から映像コンテンツ権利処理機構に連絡のとれない権利者として掲載されている。

## 主な出演

### テレビドラマ
- 暴れん坊将軍（ANB / 東映） 
  - 暴れん坊将軍VI 第34話「俺らの兄貴は上様だ!」（1995年8月5日） - 橋本屋 吉松 役
  - 暴れん坊将軍VIII～XII - 十文字隼人 役
  - 暴れん坊将軍 最終回スペシャル（暴れん坊将軍スペシャル2003）- 十文字隼人 役
- 将軍の隠密!影十八（1996年1月27日-6月29日、ANB / 東映） - 長吉 役
- 快刀!夢一座七変化 第3話「花嫁のウラ事情!」（1996年10月31日、ANB / 東映） - 仙吉 役
- 弁慶  「怪力無双の荒法師!愛と夢を求め戦い続けた波乱の生涯」（1997年1月4日、ANB）- 佐藤四郎忠信 役
- NHK大河ドラマ（NHK）
  - 「元禄繚乱」（1999年1月10日-12月12日） - 清水一学 役
  - 「利家とまつ〜加賀百万石物語〜」（2002年1月6日-12月15日） - 織田信行 役
- 金曜エンタテイメント 「鞍馬天狗」（2001年3月9日、フジテレビ系） - 沖田総司 役
- 土曜ワイド劇場 キソウの女 刑事部機動捜査隊「わら人形が語る不倫の愛憎劇、ひき逃げ、横領、空き巣、そして自殺...女刑事が挑む5つの謎」（2003年10月18日、ANB）
- 金曜エンタテイメント 第48回江戸川乱歩賞受賞作 「滅びのモノクローム」（2004年2月20日、CX）
- 水戸黄門 第36部 第15話「お娟が挑んだ女の決闘・徳山」（2005年11月13日、TBS / C.A.L）
- 新・桃太郎侍 第6話「毒殺された奥女中!! 姫君の秘めた決意!?」（2006年8月29日、EX / 東映） - 影山大吾 役
- 逃亡者 おりん 第6話「雨の親子情話」（2006年12月1日、TX） - 夜叉丸 役
- 水曜ミステリー9 横溝正史ミステリ大賞 テレビ東京賞受賞作品『忘却の調べ〜オブリビオン〜』「封印された娘の記憶が暴く衝撃の真実 妻を殺害した容疑で15年間逃亡した男! 残された愛娘は哀しい記憶に脅えた」（2007年5月30日、TX）

### 映画
- わが心の銀河鉄道 宮沢賢治物語（1996年10月19日公開、東映、大森一樹監督） - 河本義行 役
- 陽炎Ⅳ（1997年2月7日公開、松竹、井上昭監督）- 木村柾夫 役
- 新・刑事まつり 一発大逆転 軍団刑事っ!（2003年5月24日公開、コムテッグ、榊英雄監督）
- 誘拐ラプソディー（2010年4月3日公開、角川映画、榊英雄監督）

### Vシネマ
- 実録・暴走族 ブラックエンペラー暴走伝説 下北沢総本部（2006年12月25日発売、GPミュージアムソフト、大月栄治監督）

### 舞台
- 松平健特別公演「暴れん坊将軍」（1994年） - 青木昆陽
- 「暴れん坊将軍-二人吉宗-」（2000年11月公演、新歌舞伎巡業）- 十文字隼人
- 「不死鳥よ波涛を越えて」（2000年11月公演、梅田コマ劇場） - 盛広
- 「暴れん坊将軍-尾張の一大事-」（2001年1月公演、御園座） - 十文字隼人
- 「暴れん坊将軍-二人吉宗-」（2002年3月公演、御園座） - 十文字隼人
- 「用心棒」（2002年11月公演、大阪・梅田コマ劇場）

### CM
- サイカン典礼（2007年10月5日）